# Moon/Blossom
Moon/Blossom è il quarantottesimo singolo della cantante giapponese Ayumi Hamasaki, pubblicato il 14 luglio 2010. Il primo brano del singolo Moon è stato utilizzato per promuovere l'automobile Zest Spark della Honda, mentre il secondo brano Blossom è stato utilizzato per la pubblicità dei kiwi.
Il brano Moon è stato originariamente presentato ai membri del fanclub ufficiale di Ayumi Hamasaki Team Ayu insieme alla pubblicazione dell'album Rock 'n' Roll Circus; l'annuncio del singolo è stato pubblicamente ufficialmente attraverso twitter dal produttore della cantante Max Matsuura per poi essere trasmesso sull'account twitter "Ayu News", gestito da Avex Group.
Il singolo è il primo di tre ad essere pubblicato come promozione del cinquantesimo singolo della cantante, seguito da Crossroad e L. Il video musicale del brano Moon è stato distribuito nel singolo successivo, Crossroad. Il singolo è stato certificato disco d'oro per aver superato le centomila copie vendute.

## Tracce
CD-Only - Versione A (AVCD-31891)
1. MOON - 5:47 (Ayumi Hamasaki, Hoshino Yasuhiko)
2. blossom - 4:07 (Ayumi Hamasaki, Hoshino Yasuhiko)
3. Microphone (The Lowbrows Remix) - 3:47 (Ayumi Hamasaki, Nakano Yuuta)
4. Last Links (Orchestra Version) - 4:43 (Ayumi Hamasaki, Yukumi Tetsuya)
5. MOON (Instrumental) - 5:47
6. blossom (Instrumental) - 4:05

CD-Only - Versione B (AVCD-31893)
1. blossom (Original Mix) - 4:04 (Ayumi Hamasaki, Hoshino Yasuhiko)
2. MOON (Original Mix) - 5:44 (Ayumi Hamasaki, Hoshino Yasuhiko)
3. Don't look back (Reggae Disco Rockers Remix) - 4:39 (Ayumi Hamasaki, Nakano Yuuta)
4. Meaning of Love (Acoustic Piano Version) - 5:19 (Ayumi Hamasaki, Yukumi Tetsuya)
5. blossom (Instrumental) - 4:04
6. MOON (Instrumental) - 5:44

CD+DVD
CD (AVCD-31890)
1. MOON  - 5:47 (Ayumi Hamasaki, Hoshino Yasuhiko)
2. blossom - 4:07 (Ayumi Hamasaki, Hoshino Yasuhiko)
3. Microphone (The Lowbrows Remix) - 3:48 (Ayumi Hamasaki, Nakano Yuuta)
4. MOON (Instrumental) - 5:47
5. blossom (Instrumental) - 4:07

DVD (AVCD-31890B)
1. Moon (Video Clip) - 5:55
2. Moon (Making Clip) - 3:55

## Classifiche
| Classifica            | Posizione più alta |
| --------------------- | ------------------ |
| Oricon Weekly singles | 1                  |